# Principato dei Dukagjini
Il Principato dei Dukagjini o dei Ducagini (in albanese Principata e Dukagjinit) si riferisce ai domini (zotërimet) della famiglia albanese Dukagjini nell'Albania settentrionale e nella parte occidentale dell'odierno territorio del Kosovo nel XIV e XV secolo. Nella loro massima estensione, i domini dei Dukagjini si estendevano dall'Alto Zadrima nel nord-ovest fino alla pianura di Dukagjini nel Kosovo occidentale. Il centro politico della famiglia Dukagjini fu Lezhë (Alessio) fino al 1393 quando fu ceduta a Venezia per non cadere sotto gli ottomani. Il sangiaccato ottomano di Dukagjin prende il nome dal governo della famiglia nelle aree che lo formavano.
La famiglia Dukagjini compare per la prima volta nei documenti storici nel 1281, quando il loro capostipite Gjin Tanushi prese il titolo di dux . Potrebbero essere discendenti della precedente famiglia Progoni che rivendicava grosso modo il loro stesso territorio. I Dukagjini formarono i loro domini indipendenti quando si ribellarono alla famiglia Balsha. Questo evento deve essere avvenuto nel 1387, perché quell'anno i fratelli Pal e Lekë Dukagjini firmarono un accordo commerciale con la Repubblica di Ragusa che consentirono il libero passaggio dei mercanti della repubblica attraverso i loro territori. Il principato fu successivamente governato dai discendenti di Pal, Tanush Dukagjini e Pal Dukagjini II. Nel giugno del 1393 i due fratelli Dukagjini lo cedettero a Venezia, che mantenne fino al 1478, nonostante i successivi tentativi della famiglia di riconquistare la città. L'entroterra montuoso di difficile accesso a est rimase sotto il controllo dei Dukagjini. Nel 1398 Tanush III (figlio di Pal I), si arrese agli ottomani, ma nel 1402, dopo la loro sconfitta ad Ankara e la conseguente conquista ottomana, il sultano Bayezid I si liberò di loro.
I principali rappresentanti dei Dukagjini nel XV secolo furono Pal II con i suoi figli Lekë III e Nikollë II Dukagjini († 1454). Pal Dukagjini e suo figlio Nikollë parteciparono alla Lega di Alessio di Scanderbeg il 2 marzo 1444 come vassalli di Lekë Zaharia, il signore di Sati e Danja. Leke III si scusò per non aver potuto partecipare alla riunione. Dopo la morte di Pal II (1446) Lekë rilevò i Dukagjini e Nikollë prese parte alla guerra veneziano-albanese (1447-1448).